# Sorondsonboldyn Battsetseg
Sorondsonboldyn Battsetseg (mongolisch Соронзонболдын Батцэцэг, * 3. Mai 1990) ist eine mongolische Ringerin. Sie wurde 2010 Weltmeisterin in der Gewichtsklasse bis 59 kg und 2015 in der Gewichtsklasse bis 63 kg Körpergewicht.

## Werdegang
Sorondsonboldyn Battsetseg begann als Jugendliche im Jahre 2005 mit dem Ringen. Sie ist Angehörige des Ringerclubs Dsamchin und wird seit 2006 von dem ehemaligen Weltklasseringen Dsewegiin Düwtschin trainiert. Bei einer Größe von 1,67 Metern startete sie zunächst in der Gewichtsklasse bis 59 kg und seit 2011 in der Gewichtsklasse bis 63 kg Körpergewicht.
Seit 2007 bestritt sie im Juniorenbereich mehrere internationale Meisterschaften. Die besten Resultate, die sie dabei erzielte, waren der Gewinn des asiatischen Meistertitels der Juniorinnen 2009 in Manila und die beiden 2. Plätze bei der asiatischen Juniorenmeisterschaft 2007 (Cadets) in Taichung/Taiwan und bei der asiatischen Juniorenmeisterschaft 2008 in Doha, jeweils in der Gewichtsklasse bis 59 kg.
Im Jahre 2009 startete sie in Herning/Dänemark auch erstmals bei einer Weltmeisterschaft der Damen. Sie verlor aber dort gleich ihren ersten Kampf gegen Hanna Wassylenko aus der Ukraine, womit sie ausschied und nur den 16. Platz belegte. 2010 wurde sie in New Delhi Asienmeisterin vor Liu Fengming aus China und Yurika Ito aus Japan. Im gleichen Jahr startete sie letztmals bei einer Junioren-Weltmeisterschaft. In Budapest kam sie dabei nach einer Niederlage gegen Zhang Lan, China, einem Sieg über Tatjana Padilla, Vereinigte Staaten und einer Niederlage gegen Kanako Murata aus Japan auf den 5. Platz. Sie wurde in diesem Jahr dann vom mongolischen Ringerverband auch noch bei der Weltmeisterschaft in Moskau eingesetzt. Dort überraschte sie in der Gewichtsklasse bis 59 kg die gesamte Fachwelt und wurde mit Siegen über Tonya Verbeek aus Kanada, Joice Souza da Silva aus Brasilien, Ayako Shōda aus Japan, gegen die sie beim knappen Sieg (2:1 Runden bei 8:8 Punkten) Glück hatte und Zhang Lan, gegen die sie erfolgreich Revanche für die Niederlage bei der Junioren-Weltmeisterschaft nahm, Weltmeisterin.
2011 wechselte Battsetseg in die Gewichtsklasse bis 63 kg, konnte sich in dieser Klasse in der Mongolei nicht gegen Otschirbatyn Nasanburmaa durchsetzen und kam deshalb zu keinen Einsätzen bei internationalen Meisterschaften. Ob sie oder Otschirbatyn Nasanburmaa bei den Olympischen Spielen 2012 in London eingesetzt wird, wird der mongolische Ringerverband wohl kurzfristig entscheiden. Dieser entschied sich für sie. Sorondsonboldyn Battsetseg rechtfertigte dieses Vertrauen. Sie kam in London zu Siegen über Sylvie Michelle Datty Ngonga Tara Agoue, CAF und Anastasija Grigorjeva, Lettland, verlor dann gegen die vielfache Weltmeisterin Kaori Icho und sicherte sich danach in der Trostrunde mit einem Sieg über die ehemalige Weltmeisterin Martine Dugrenier, Kanada, eine Bronzemedaille.
Im Juli 2013 siegte Battsetseg bei der Universiade in Kasan und sie wurde zwei Monate später in Budapest, beide Male in der Gewichtsklasse bis 63 kg, Vize-Weltmeisterin. In Budapest besiegte sie dabei Nathaly Josefina Griman Herrera, Venezuela, die Titelverteidigerin Elena Piroschkowa aus den Vereinigten Staaten, Maria Diana aus Italien und Anastasija Bratschikowa aus Russland. Im Finale war sie allerdings gegen Kaori Icho chancenlos.
Die Weltmeisterschaft 2014 in Taschkent brachte für Battsetseg kein zufrieden stellendes Ergebnis, denn sie kam in der Gewichtsklasse bis 63 kg nach einem Sieg über Rio Watari aus Japan und Niederlagen gegen Elena Piroschkowa aus den Vereinigten Staaten und Anastasija Grigorjeva nur auf den 9. Platz.
Bei der Weltmeisterschaft 2015 in Las Vegas gelang es ihr dann zum zweiten Mal in ihrer Karriere Weltmeisterin zu werden. In der Gewichtsklasse bis 63 kg besiegte sie dabei Gabriella Sleisz aus Ungarn, Buse Tosun aus der Türkei, Anastasija Grigorjeva, Tajbe Jusein aus Bulgarien und Risako Kawai aus Japan.
Es folgten die Teilnahme an den olympischen Spielen in Rio im Jahr 2016 mit Platz 12 und bei den olympischen Spielen in Tokio im Jahr 2020 mit Platz 5.

## Internationale Erfolge
| Jahr | Platz  | Wettbewerb                                                    | Gewichtsklasse | Ergebnisse |
| 2007 | 2.     | Asiatische Junioren-Meisterschaft (Cadets) in Taichung/Taiwan | bis 60 kg      | hinter Ayako Sato, Japan, vor Ksia Rybalkowa, Kasachstan |
| 2008 | 2.     | Asiatische Junioren-Meisterschaft in Doha                     | bis 59 kg      | hinter Geeta, Indien, vor Aishan Ismagulowa, Kasachstan |
| 2008 | 7.     | Junioren-WM in Istanbul                                       | bis 59 kg      | nach einem Sieg über Irene Garcia Garrido, Spanien und Niederlagen gegen Johanna Mattsson, Schweden und Geeta |
| 2009 | 5.     | Asien-Meisterschaft in Pattaya                                | bis 59 kg      | hinter Yurika Ito, Japan, Jia Mei, China, Um Jin-han, Südkorea und Alka Tomar, Indien |
| 2009 | 1.     | Asiatische Junioren-Meisterschaft in Manila                   | bis 59 kg      | vor Sakshi Malik, Indien und Chihiro Kumabe, Japan |
| 2009 | 9.     | Junioren-WM in Ankara                                         | bis 59 kg      | nach einem Sieg über Xu Chunlan, China und einer Niederlage gegen Fabienne Wittenwiler, Schweiz |
| 2009 | 16.    | WM in Herning/Dänemark                                        | bis 59 kg      | nach einer Niederlage gegen Hanna Wassylenko, Ukraine |
| 2010 | 2.     | Asien-Meisterschaft in New Delhi                              | bis 59 kg      | hinter Liu Fengming, China, vor Yurika Ito und Alak Tomar |
| 2010 | 5.     | Junioren-WM in Budapest                                       | bis 59 kg      | nach einer Niederlage gegen Zhang Lan, China, einem Sieg über Tatjana Padilla, USA und einer Niederlage gegen Kanako Murata, Japan                                                                                  |
| 2010 | 1.     | WM in Moskau                                                  | bis 59 kg      | nach Siegen über Tonya Verbeek, Kanada, Joice Souza da Silva, Brasilien, Ayako Shōda, Japan und Zhang Lan |
| 2011 | 2.     | „Dave-Schultz“-Memorial International in Colorado Springs     | bis 63 kg      | hinter Monika Ewa Michalik, Polen, vor Elena Piroschkowa, USA und Justine Bouchard, Kanada |
| 2011 | 3.     | Welt-Cup in Liévin                                            | bis 59 kg      | hinter Anna Polownewa, Russland und Li Hui, China |
| 2012 | 1.     | Mongolian-Open in Ulan-Bator                                  | bis 63 kg      | vor Otschirbatyn Nasanburmaa, Mongolei, Kim Ran-Mi, Nordkorea und Kayoko Kudo, Japan |
| 2012 | 3.     | Intern. Ukrainian-Tournament in Kiew                          | bis 63 kg      | hinter Ljubow Michailowna Wolossowa, Russland und Julija Ostaptschuk, Ukraine, gemeinsam mit Olesja Samula, Aserbaidschan                                                                                           |
| 2012 | 5.     | Welt-Cup in Tokio                                             | bis 63 kg      | hinter Kaori Icho, Japan, Jing Ruixue, China, Ljubow Michailowna Wolossowa und Hanna Beljajewa, Aserbaidschan |
| 2012 | Bronze | OS in London                                                  | bis 63 kg      | nach Siegen über Sylvie Michelle Datty Ngonga Tara Agoue, Central Afrikanische Republik und Anastasija Grigorjeva, Lettland, einer Niederlage gegen Kaori Icho, Japan und einem Sieg über Martine Dugrenier, Kanada |
| 2013 | 3.     | „Iwan-Yarigin“-Golden-Grand-Prix in Krasnojarsk               | bis 63 kg      | hinter Anastasija Grigorjeva und Rio Watari, Japan, gemeinsam mit Inna Traschukowa, Russland |
| 2013 | 1.     | Welt-Cup in Ulan-Baator                                       | bis 63 kg      | vor Elena Piroschkowa, USA und Yurika Itō, Japan |
| 2013 | 1.     | Mongolian-Open in Ulan-Baator                                 | bis 63 kg      | vor Rio Watari, Japan |
| 2013 | 1.     | Universiade in Kasan                                          | bis 63 kg      | vor Maria Ljulkowa, Russland, Irina Netreba, Aserbaidschan und Maria Mamaschuk, Weißrussland |
| 2013 | 2.     | WM in Budapest                                                | bis 63 kg      | nach Siegen über Nathaly Josefina Griman Herrera, Venezuela, Elena Piroschkowa, USA, Maria Diana, Italien und Anastasija Bratschikowa, Russland und einer Niederlage gegen Kaori Icho                               |
| 2013 | 7.     | Golden-Grand-Prix in Baku                                     | bis 63 kg      | Siegerin: Anastasija Grigorjeva, Lettland vor Henna Johansson, Schweden |
| 2014 | 11.    | „Iwan-Yarigin“-Memorial in Krasnojarsk                        | bis 63 kg      | Siegerin: Yurika Ito, Japan vor Jalia Bartnowskaja, Russland |
| 2014 | 1.     | Poland-Open in Dabrowa                                        | bis 63 kg      | vor Elina Wasewa, Bulgarien und Maria Mamaschuk |
| 2014 | 9.     | WM in Taschkent                                               | bis 63 kg      | nach einem Sieg über Rio Watari, Japan und Niederlagen gegen Elena Piroschkowa und Anastasija Grigorjeva |
| 2015 | 1.     | „Iwan-Yarigin“-Memorial in Krasnojarsk                        | bis 63 kg      | vor Inna Traschukowa, Russland, Maria Mamaschuk und Anastasija Grigorjeva |
| 2015 | 3.     | Welt-Cup in St. Petersburg                                    | bis 63 kg      | hinter Yurika Ito, vor Inna Traschukowa |
| 2015 | 1.     | Mongolian Open in Ulan Baator                                 | bis 63 kg      | vor Monika Ewa Michalik, Polen, Ekaterina Larionowa, Russland und Erin Clodgo, USA |
| 2015 | 1.     | WM in Las Vegas                                               | bis 63 kg      | nach Siegen über Gabriella Sleisz, Ungarn, Buse Tosun, Türkei, Anastasija Grigorjeva, Tajbe Jusein, Bulgarien und Risako Kawai, Japan                                                                               |
| 2016 | 12.    | Olympische Spiele in Rio                                      | bis 63 kg      | Sieg über Blessing Oborududu im Achtelfinale, Niederlage gegen Elena Pirozhkova |
| 2020 | 5.     | Olympische Spiele in Tokio                                    | bis 68 kg      | vor Zhou Feng, Chanum Welijewa, Anna Schell |

Erläuterungen
- alle Wettbewerbe im freien Stil
- WM = Weltmeisterschaft